# Gregori Mammes
Gregori Mammes o Gregori Melissè (Gregorius Mammas o Gregorius Melissenus) va ser un eclesiàstic romà d'Orient, i patriarca de Constantinoble, conegut també amb el nom de Gregori Estrategòpul (Strategopulos, Στρατηγόπουλος).
Apareix com a negociador per reconciliar als germans de l'emperador Joan VIII Paleòleg. L'any 1433 va ser un dels eclesiàstics grecs que va acompanyar a l'emperador al sínode de Ferrara amb el càrrec de pneumàtic (Πνευματικός), Pneumaticus, equivalent a "Pater Spiritualis" o «Confessor» de l'emperador.
Al començament es va mostrar molt hostil a l'església llatina sota les instruccions segons sembla de Marc Eugènic, bisbe d'Efes; però amb una pensió del papa va passar al camp contrari i es va convertir en advocat de la unió. Abans de què el sínode fos traslladat a Florència, l'emperador el va anomenar protosincel·le.
L'any 1443 va ser nomenat patriarca de Constantinoble, contra la seva voluntat, i va prendre el nom de Gregori III Mammas. Va ser patriarca per uns set anys, però va haver de fugir de la ciutat perquè les seves opinions favorables a l'església llatina i a la unió el feien odiós al poble (1450). Va anar a Itàlia i va morir a Roma el 1459, on va ser enterrat.
Va escriure diverses obres:
- 1. Ἀπολογία Γρηγορίου ἱερομονάχου τοῦ μεγάλου πρωτοσυγκέλλου, τοῦ πνευματικοῦ, τοῦ ὕστερον χρηματἱσαντος πατριάρχου, καὶ ἐν ?ώμη ταφέντος καὶ Θαυματουργοῦντος, εἰς τὴν τοῦ Ἐφέσου ἐπιστολὴν ἐκ διαφόρων ἁγίων, Gregorii Hieromonachi, Magni Protosyncelli et a Confessionibus, qui postmodum creatus est Patriarcha, et Romae sepultus coruscavit Miraculis, Responsio ex variis Sanctorum Sententiis ad Epistolam Marci Ephesii.
- 2. Πρηγορίου πρωτοσυγκέλλου πατρίαρχου Κωνσταντινουπόλεως πρὸς τὸν Βασιλέα Τραπεζοῦντος, Gregorii Protosyncelli, Patriarchae Constantinopolitani, ad Imperatorem Trapezuntis.
- 3. Ἀπολογία εἰς τὴν τοῦ Ἐφέσου ὁμολογίαν, Apologia in Confessionem Marci Ephesii.
- 4. Πραγματεῖα, Tractatus, sc. de Synodo Florentino

Fabricius l'inclou a la Bibliotheca Graeca. La Biblioteca Vaticana conserva diverses epístoles manuscrites d'aquest autor.